# Leisure Suit Larry Goes Looking for Love (in Several Wrong Places)
Leisure Suit Larry Goes Looking for Love (in Several Wrong Places) — вторая игра из серии Leisure Suit Larry — графических приключенческих игр, разработанных Элом Лоу и изданная Sierra On-Line в 1988 году. Как и её предшественница, она была разработана для нескольких платформ, включая MS-DOS, Atari ST и Amiga. Выбранный движок — Sierra Entertainment (SCI0), используется 16-цветная EGA-графика и управление мышью. Движок также поддерживает музыку, созданную FM-синтезатором и General MIDI.
Игра продолжает рассказ о подвигах Ларри Лафера, который оказывается заперт на тропическом острове. В связи с критикой Leisure Suit Larry in the Land of the Lounge Lizards, Sierra смягчила откровенность сексуальных похождений главного героя. Создатель серии, Эл Лоу, говорил, что отсутствие фирменного юмора серии — распространённая претензия к этой игре.

## Геймплей
В отличие от первой игры о Ларри, здесь используется линейный сюжет, аналогичный другим квестам Sierra, в особенности серии King’s Quest. Игрок контролирует движения персонажа стрелками на клавиатуре, мышью или джойстиком, для остальных действий используется текстовый парсер. Ларри здесь перемещается не по одному и тому же городу, а заходит в различные лабиринты. Для успешного прохождения игрок должен получить определённые предметы, которые можно собрать в течение игры, иначе Ларри не сможет двигаться дальше по сюжету. Хотя игра визуально не ограничивает время прохождения, некоторые события случаются по таймеру, и игроку приходится поторопиться.
Как и в остальных играх серии, когда главный герой, Ларри Лафер, взаимодействует с женскими неигровыми персонажами, на экране показывают их портрет; однако он уменьшен по сравнению с первой частью. В отличие от неё же Ларри наказывают за флирт напропалую: если он заигрывает со случайно встреченными женщинами, его убивают, что заканчивает игру. В этой части также имеется «коронная фраза», которую игрок вводит в начале и которая повторяется позже. По умолчанию используется выражение «хорошего дня!» (англ. have a nice day!).

## Сюжет
В самом начале игры Ева, с которой Ларри познакомился в прошлой части, выгоняет его из своего дома. В конце первой части Ларри показан с Евой и предполагается, будто бы стал её любовником, однако на самом деле, встретив его на газоне, Ева говорит, что едва его помнит. Ларри случайно выигрывает в лотерею и получает миллион долларов; затем он попадает на съёмки нечестной передачи и выигрывает суперприз: путешествие на круизном корабле вместе с красавицей Барбарой. По пути на судно ему попадает секретный микрофильм, что привлекает к герою внимание КГБ и сумасшедшего учёного Доктора Нонуки, которые хотят заполучить микрофильм.
На круизном корабле Ларри обнаруживает, что Барбара отправила вместо себя свою мать, и сбегает с корабля на шлюпке. Через несколько дней его выносит к берегу острова в Тихом Океане. Убегая от агентов КГБ, он попадает в самолёт, из которого прыгает с парашютом. Он приземляется на острове Нонтунит, где доктор Нонуки занимается своими злодеяниями. Пробираясь сквозь джунгли, Ларри встречает Калалау, дочь вождя Кениваувау, который объясняет Ларри, что Нонуки мешает превратить остров в ловушку для туристов, позволив островитянам устроиться там на низкооплачиваемую работу. Ларри пробирается в вулкан, где находится база Нонуки, и случайно убивает его, освобождая его рабынь, включая Пэтти Полиэстер (англ. Polyester Patti). В последнем внутриигровом видео Ларри женится на Калалау, знахарь омолаживает его, и он занимается сексом с Калалау в то время как вулкан взрывается.
В игре имеются повторяющиеся локации, которые усиливают комедийный эффект; к примеру, почти в каждом посещённом Ларри месте есть модная парикмахерская, и все они выглядят совершенно одинаково.

## Создание
Для Leisure Suit Larry Goes Looking for Love был выбран недавно созданный движок Sierra’s Creative Interpreter (SCI), поддерживавший разрешение 320x200, мышку и звуковую карту. Как и в King’s Quest, стиль рисовки в этой части реалистичен, особенно детализирован портрет самого Ларри. Эта игра стала единственной в серии, где Ларри не может флиртовать с женщинами вплоть до самого конца, из-за чего в ней нет проверки возраста; при этом отдельные сцены пикселизованных обнажённых тел там имеются.
Среди встреченных Ларри женщин — Розелла из Давентри (главная героиня King’s Quest IV), это один из множества примеров взаимных отсылок в играх Sierra. В одной из последних сцен изображена Пэтти Полиэстер, ставшая одной из игровых персонажей в третьей и пятой частях под именем Страстная Пэтти (англ. Passionate Patti). Пэтти здесь блондинка, однако в следующих играх цвет её волос сменился на тёмный.
В этой части используется новая система защиты от копирования: в определённый момент игроку нужно ввести номер телефона одной из показанных на экране женщин; он написан в прилагаемом к игре буклете.

## Отзывы
Согласно Элу Лоу, эта и другие игры серии «Ларри в выходном костюме» были проданы тиражом свыше 250 000 копий.
Leisure Suit Larry Goes Looking for Love (in Several Wrong Places) получила преимущественно положительные отзывы: Commodore User дал ей 9 баллов из 10, а Computer and Video Games — 90 %. Повторный релиз 1994 года для Amiga получил 84 %.
В рецензии 1989 года Боб Герра из Compute! посчитал, что вторая часть превзошла оригинал и вышла очень интересной, а также намного менее предсказуемой, чем сюжеты телевидения. Он похвалил графику игры и сюжетные повороты, которые создали у него ощущение, что он наблюдал за настоящим живым миром. В 2000 году Adventure Classic Gaming счёл, что вторая часть — не лучшая в серии, однако она смешная и в неё интересно играть.
В 1991 году PC Format поместил первые три игры серии в список 50 лучших игр всего времени.